# Las Bay Biscuits
Las Bay Biscuits fue un colectivo femenino de rock teatral, y uno de los más representativos de la música divertida de inicios de los años 1980. Fue formada el 20 de junio de 1980. No era un grupo estrictamente musical: entre temas hacían números teatrales. Llegaron a presentarse junto a bandas de la talla de Patricio Rey y sus Redonditos de Ricota y Serú Girán.

## Historia
La banda se formó en 1980. En 1982, Patricio Rey y sus Redonditos de Ricota las convocan para hacer los coros del primer demo de la banda que entregarían a RCA; las Bay Biscuits hacen los coros de "Superlógico", un tema que luego formó parte del primer LP de la banda, Gulp!, pero que ya no contó con los coros de las mismas El grupo se separó en 1983, cuando Fabiana Cantilo fue convocada por Charly García para los coros en su segundo álbum solista, Clics modernos, y además, en 1982 fue llamada para ser la voz femenina de Los Twist, banda liderada por Pipo Cipolatti y Daniel Melingo..
Los shows que armaban eran una mezcla de comedia y canto, algo parecido a una comedia musical, pero con algunas rarezas y vestimentas lisérgicas, las cuales eran típicas de la década de 1980. Aunque el grupo se separó en 1983, sentarían las bases para artistas femeninas posteriores en el rock y el pop argentinos, entre ellas Viuda e Hijas de Roque Enroll.

## Miembros
| - Diana Nylon - Fabiana Cantilo - Viviana Tellas | - Isabel de Sebastián - Edith Kucher - Mavi Díaz | - Lisa Wakoluk - Casandra Castro Volpe - Mayco Castro Volpe - Gachi Edelstein |